# 피우수트스키의 대령단

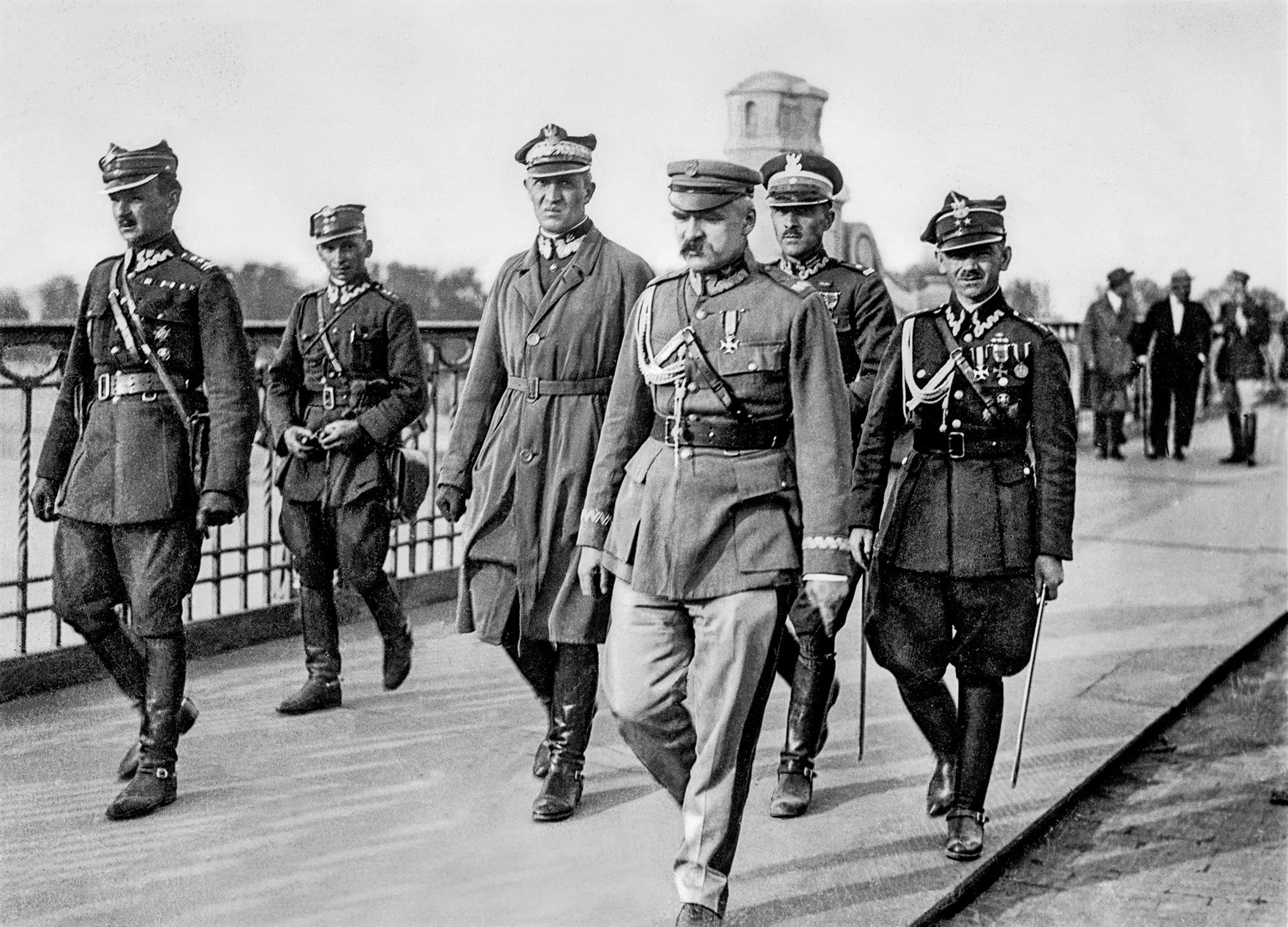
1926년 5월 쿠데타 당시 쿠데타 수괴 피우수트스키와 그 외 쿠데타 주동세력들.

피우수트스키의 대령단(Piłsudski's colonels)은 폴란드의 국부이자 독재자인 유제프 피우수트스키의 측근 집단으로, 1926년에서 1939년까지 폴란드 제2공화국 정부를 좌지우지했다. 이들의 집권기간을 대령단 정권(colonels' regime)이라고 하며, 일부 맥락에서는 피우수트스키가 사망한 1935년에서 제2차 세계 대전 시기에 일어난 폴란드 침공으로 제2공화국이 멸망한 1939년까지만을 대령단 정권이라고 칭하기도 한다.
"대령"들은 대부분 폴란드 군단, 폴란드 군사기구(POW), 폴란드 육군(특히 1919년-1920년 폴란드-소비에트 전쟁 당시와 피우수트스키가 총참모장이 된 1923년 이후의 육군 간부단) 출신의 장교들로 이루어졌다. 이들은 1926년 5월 쿠데타에 핵심적인 역할을 했다.
쿠데타 이후 "대령"들은 피우수트스키의 사나치아 정치운동에서도 중요한 역할을 맡았고 여러 내각에서 각료를 역임했다. 1930년 총선에서 정부 협조를 위한 무당파 의원단(BBWR)이 승리를 거둔 뒤 피우수트스키는 국내 문제를 "대령"들의 손에 넘기고 자신은 군사 및 외교 업무에만 집중했다. 피우수트스키가 죽은 뒤에도 "대령"들은 1939년 공화국이 독일과 소련에게 망할 때까지 사나치아를 통해 권력을 독점했다.
"대령"들의 면면으로는 유제프 베크, 야누스 옌제예비츠, 바츠와프 옌제예비츠, 아담 코츠, 레온 코즈와프스키, 이그나치 마투세프스키, 보구스와프 미에진스키, 브로니스와프 피에라츠키, 알렉산데르 프리스토르, 아담 스크바르신스키, 발레리 스와베크, 카지미에시 스피탈스키 등이 있다.

## 같이 보기
- 피우수트스키 개인숭배
- 군사독재